# Полонська міська територіальна громада

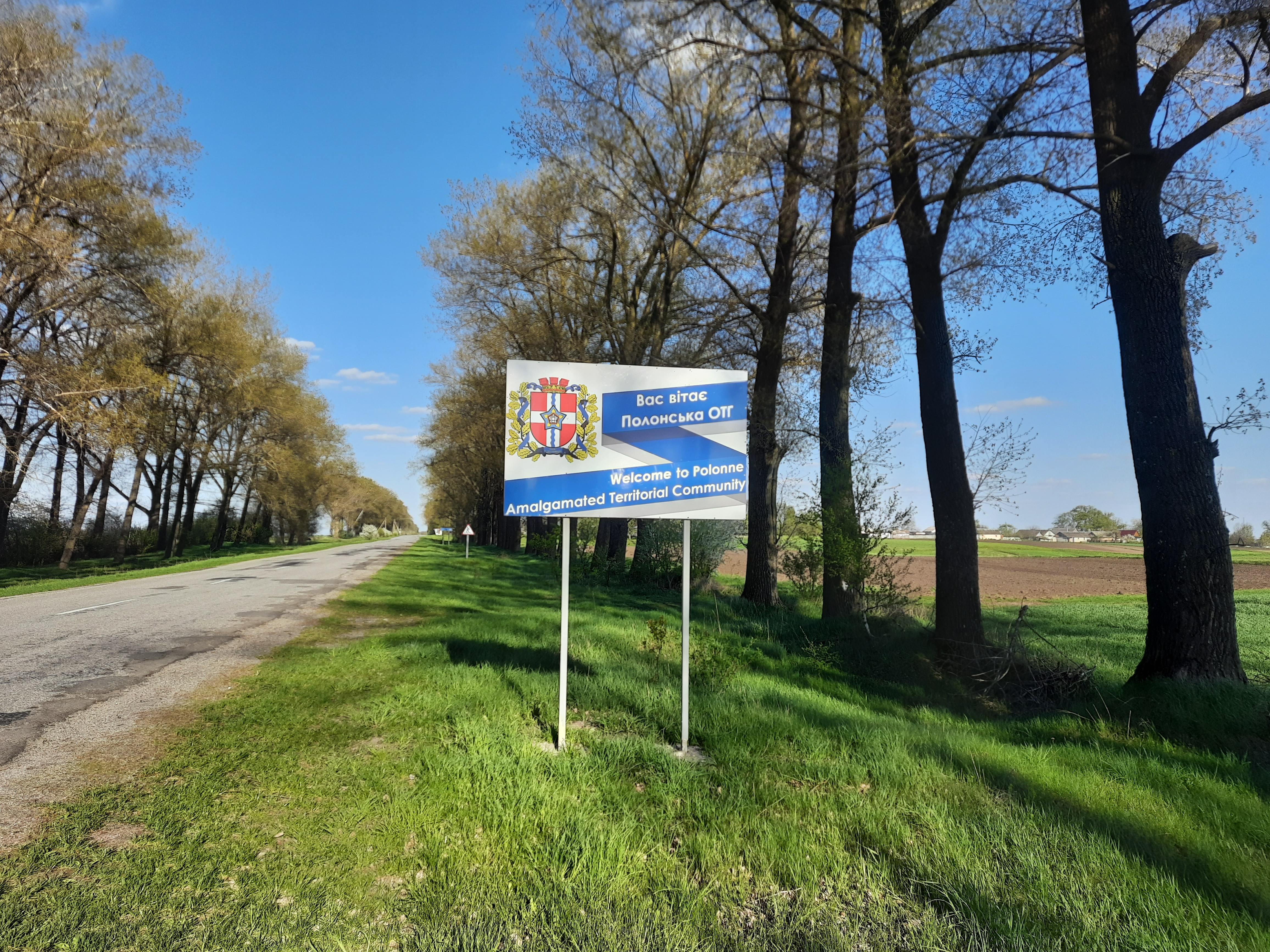
Дорожній знак при в'їзді на територію громади

Полонська міська громада — територіальна громада в Україні, в Шепетівському районі Хмельницької області. Центр — місто Полонне.
Площа громади — 601,38 км², населення — 33 504 мешканці (2018).
Утворена 13 серпня 2015 року шляхом об'єднання Полонської міськради та Бражинецької, Великоберезнянської, Великокаленицької, Котелянської, Котюржинецької, Новолабунської, Новоселицької, Онацьковецької, Прислуцької, Роговичівської сільських рад Полонського району.
7 вересня 2018 року внаслідок добровільного приєднання до громади приєдналися Воробіївська та Кустовецька сільські ради.

## Населені пункти
У складі громади 34 населених пунктів — 1 місто і 34 села, які входять до 13 старостинських округів:
| Населений пункт | Старостинський округ | Населення (2017) |
| --------------- | -------------------- | ---------------- |
| Полонне         | центр ОТГ            | 21286            |
| Новоселиця      | Новоселицький        | 2848             |
| Велика Березна  | Великоберезнянський  | 884              |
| Кустівці        | Кустовецький         | 699              |
| Прислуч         | Прислуцький          | 620              |
| Котелянка       | Котелянський         | 607              |
| Воробіївка      | Воробіївський        | 502              |
| Онацьківці      | Онацьківецький       | 470              |
| Новолабунь      | Новолабунський       | 443              |
| Бражинці        | Браженецький         | 411              |
| Титьків         | Новолабунський       | 390              |
| Варварівка      | Великоберезнянський  | 365              |
| Юровщина        | Новолабунський       | 362              |
| Коханівка       | Великокаленицький    | 356              |
| Любомирка       | Прислуцький          | 316              |
| Адамів          | Великоберезнянський  | 286              |
| Ганнусине       | —                    | 278              |
| Великі Каленичі | Великокаленицький    | 234              |
| Кіпчинці        | Браженецький         | 230              |
| Троєщина        | Новолабунський       | 208              |
| Андріївка       | Роговичівський       | 205              |
| Котюржинці      | Котюржинецький       | 203              |
| Сягрів          | Роговичівський       | 188              |
| Черніївка       | Котюржинецький       | 176              |
| Москалівка      | Кустовецький         | 170              |
| Радісне         | Великоберезнянський  | 167              |
| Дубовий Гай     | Новоселицький        | 162              |
| Роговичі        | Роговичівський       | 158              |
| Малі Каленичі   | Великокаленицький    | 151              |
| Блидні          | Котюржинецький       | 132              |
| Голубча         | Кустовецький         | 129              |
| Фадіївка        | Браженецький         | 127              |
| Колосівка       | Прислуцький          | 97               |
| Храбузна        | Онацьківецький       | 83               |
| Білецьке        | Білецький            | 398              |

## Символіка
Затверджена 29 жовтня 2019 року рішенням № 16 сесії міської ради. Автор — О. Дацик.

### Герб
У червоному щиті срібний вписаний хрест, обтяжений лазуровим хвилеподібним стовпом. Поверх усього лазурова п'ятипроменева зірка, обтяжена золотим укріпленням, обтяженим чорним п'ятикутником зі срібною облямівкою, обтяженою червоним геометричним орнаментом. Щит облямований золотими дубовими гілками, оповитими лазуровою стрічкою, і увінчаний червоною територіальною короною.

### Прапор
На червоному прямокутному полотнищі з співвідношенням сторін 2:3 білий скандинавський хрест з шириною перекладин в 1/10 довжини прапора. У лівому верхньому кутку синя п'ятипроменева зірка, на якій жовте укріплення, на якому чорний п'ятикутник з білою облямівкою, на якому червоний геометричний орнамент.